# Crater de impact

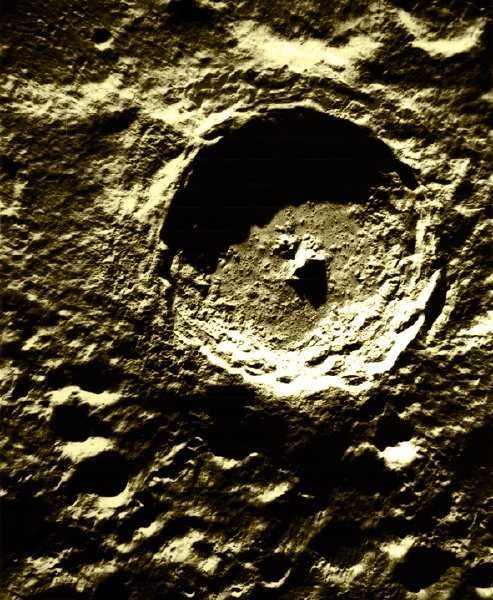
Craterul Tycho de pe Lună

În sensul cel mai larg, termenul crater de impact poate fi aplicat la orice depresiune, naturală sau provocată de om, care rezultă din impactul de mare viteză al unui proiectil cu un corp mai mare. De obicei se folosește pentru a denumi o depresiune aproximativ circulară la suprafața unei planete, satelit sau alt corp solid [din Sistemul Solar], rezultat din ciocnirea la o viteză foarte mare a unui obiect mai mic cu suprafața. În contrast cu craterele vulcanice, care rezultă dintr-o explozie sau colaps intern, craterele de impact de obicei au mai multe ridicături și pardoseli, care sunt mai mici în comparație cu elevația terenului din jur. Craterele provocate de meteoriți sunt probabil cele mai cunoscute exemple de mici cratere de impact de pe Pământ.